# José Carlos Conrado de Chelmicki
José Carlos Conrado de Chelmicki (em Polaco - Józef Konrad Chełmicki), (Varsóvia, Polónia, 19 de Fevereiro de 1814 - Tavira, 28 de Junho de 1890) foi um general do Exército Português.

## Vida
Filho do juiz Tomás Félix de Chelmicki, pertencente à nobreza polaca.
Aos 16 anos participou na revolta dos cadetes Polacos contra o invasor russo (novembro de 1830). Uma vez esmagada a revolta, e após a morte do pai, emigrou para França, em 1832.  Em Paris, na Sorbonne, cursou estudos militares tendo-se especializado em engenharia e desenho. Foi então recrutado para uma legião polaca que preparava uma expedição ao Egipto. Porém, como essa expedição foi cancelada, Chełmicki veio para Portugal, com apenas com 19 anos, para participar na Guerra Civil Portuguesa.
Animado por ideais liberais, alista-se na Legião Polaca de D. Maria da Glória, combatendo pelos liberais como alferes do Corpo de Engenharia, e participa nas lutas no alto da Serra do Pilar, em Vila Nova de Gaia e, mais tarde, em Almoster a 5 de Setembro de 1834, o que lhe valeu ter sido agraciado com a Ordem de Nossa Senhora da Conceição de Vila Viçosa. Mais tarde, em carta escrita a um amigo, desiludido, Chelmicki confessa que os ideais pelos quais tinha lutado haviam sido traídos e que a Rainha não era mais que um fantoche, nas mãos de uma classe dominante corrupta.
Terminada a Guerra Civil Portuguesa, Chelmicki serviu o lado da Rainha Cristina de Espanha, como enviado do Governo Português, em resposta ao pedido de ajuda do país vizinho que se via a braços com uma das guerras Carlistas.
Chelmicki constituiu família em Portugal. Teve um primeiro casamento (Lisboa,  Igreja dos Mártires 04.07.1844) com Júlia Hofacker de Moser, filha de Georg Christoph Heinrich von Moser (Cônsul do Reino do Vurtemberga em Lisboa). Após viuvez, contraiu segundo matrimónio com D. Carlota de Melo Pereira, do qual não houve filhos.
Conta a tradição que, em meados de 1847, alguns oficiais, que o acaso das operações militares juntou em Oliveira de Azeméis, no Quartel-General das forças do Marechal Saldanha, em observação aos movimentos das tropas da Junta do Porto, conceberam a criação de um jornal de conhecimentos profissionais, dando assim origem à que viria a ser a Revista Militar. Chelmicki fazia parte desse grupo juntamente com José Frederico Pereira da Costa e o tenente do Real Corpo de Engenheiros António Maria de Fontes Pereira de Melo.

Chelmicki fez carreira no Exército Português. Com a patente de coronel-inspector de engenharia militar nas províncias do norte, foi membro da comissão de elaboração de planos para as fortificações de Lisboa. Mais tarde visitou os ministros da guerra de França, Alemanha e Áustria, estudando a construção de quartéis, fortalezas e hospitais militares, tendo vindo a publicar as suas observações e conclusões na importante obra de história militar portuguesa: Esboço sobre a Defeza de Portugal – impresso em 1878. Para Chelmicki a defesa de Portugal exigia a criação de uma polícia rural de carácter militar, distribuída por todo o país, que em caso de guerra formasse parte do Exército.
No exército, Chelmikci chega a General de Brigada em 1876 e a General de Divisão em 1885. Foi Comandante da Sub-Divisão Militar de Faro até 1880, onde casa, em segundas núpcias, com Carlota de Melo Pereira de Vasconcellos.
Desempenhou, entre outras funções, as de engenheiro militar na fortaleza de Elvas, encarregado das fortificações na fortaleza de Cascais, Governador da Praça de Elvas (1881), Inspector de Obras Públicas do Alentejo e do Algarve, Inspector dos Monumentos e Edifícios Públicos de todo o Reino.
Chełmicki também foi explorador e cartógrafo. Participou na elaboração da Carta Geral do Reino de Portugal, mais tarde denominada Carta Corográfica do Reino, que teve como mentor Filipe Folque e que constitui um marco na história da cartografia portuguesa. Numa fase inicial os trabalhos foram orientados pelo seu compatriota, o gravador polaco João Lewicki.
Chelmicki dedicou-se a trabalhos de investigação em Cabo Verde e na Guiné. Deixou estudos valiosos em língua portuguesa, entre os quais se contam, a ainda hoje obra de referência:  “Cartographia Cabo-Verdiana, ou descrição geográfico-histórica da província das ilhas de Cabo-Verde e Guiné” que publicou em co-autoria com Francisco Adolfo de Varnhagen, Visconde de Porto Seguro, militar, diplomata e historiador brasileiro, que tal como Chelmicki também lutou como voluntário nas tropas de D. Pedro IV. 
Em 1888 retira-se para Tavira onde veio a falecer em 28 de Junho de 1890. Os seus restos mortais encontram-se no cemitério de Tavira.
Em 2006 a cidade de Tavira homenageou o General Chelmicki atribuindo-lhe o nome de uma rua na Urbanização Estrada da Fonte. Nos dias 18 e 19 de Março, de 2011,  em Tavira, por iniciativa da Embaixada da República da Polónia   e das autoridades de Tavira, em colaboração com a Associação Internacional de Paremiologia e a Ordem de Nossa Senhora do Monte do Carmo, decorreram as cerimónias comemorativas em memória do general polaco, cartógrafo e explorador Józef Konrad Chełmicki (1814-1890) e da sua estada em Portugal.
Também a cidade do Porto homenageou os feitos heróicos dos valente polacos na Guerra Civil Portuguesa,   atribuindo-lhes em 1936 o nome de uma rua (“Rua dos Polacos”), em cerimónia que contou com a presença do deputado polaco, Tadeusz Romer, posteriormente Ministro dos Negócios Estrangeiros do Governo de Londres no exílio.

## Trabalhos publicados
- Participou na elaboração da Carta Geral do Reino de Portugal (mais tarde denominada Carta Corográfica do Reino)[9]
- Conjuntamente com Fontes Pereira de Melo, o Barão von Eschwege e outros oficiais portugueses funda a Revista Militar em 01 de Dezembro de 1848.
- Chelmicki, José Carlos Conrado de; Varnhagen, Francisco Adolfo de (1841). Corografia cabo-verdiana ou descrição geográfico-histórica da Província das Ilhas de Cabo Verde e Guiné. [S.l.]: Lisboa : Typ. de L. C. da Cunha
- Chelmicki, José Carlos Conrado de (1878). Esboço sobre a defeza de Portugal : com duas cartas topographicas. Lisboa: Typ. Lallemant Fréres,
- Chelmicki, José Carlos Conrado - “Relatório Sobre o Traçado de um Caminho de Ferro pela Beira” in Boletim do Ministério das Obras Públicas Comércio e Indústria, nº 1, Janeiro, 1860, Lisboa, Imprensa Nacional, 1860, pp. 71-74;
- Chelmicki, Jose Carlos Conrado de - Memoria sobre o Aqueduto Geral de Lisboa : feita por ordem do Ministerio das Obras Publicas em portaria de 15 de Fevereiro de 1856. Lisboa : Imprensa Nacional, 1857 44 p.

## Condecorações e Ordens Honorificas
- Hábito de Nossa Senhora da Conceição de Vila Viçosa na Batalha de Almoster,
- Medalha das Campanhas da Liberdade, algarismo nº 2
- Cavaleiro das Ordem de Cristo,
- Cavaleiro da Ordem de Nossa Senhora da Conceição,
- Cavaleiro da Ordem da Torre e Espada
- Cavaleiro da Ordem de S. Bento de Aviz
- Cavaleiro da Ordem de Isabel a Católica
- Medalhas de D. Pedro e D. Maria

## Ligações Externas
INSTITUTO GEOGRÁFICO PORTUGUÊS. «Portugallia Cartographica». Consultado em 6 de dezembro de 2014